# Định lý Green
Trong toán học, định lý Green đưa ra mối liên hệ giữa tích phân đường quanh một đường cong khép kín C và tích phân mặt trên một miền D  bao quanh bởi C. Đây là trường hợp đặc biệt trong không gian 2 chiều của  định lý Stokes, và được đặt tên theo nhà toán học người Anh tên George Green.

## Định lý
C là một đường đơn đóng có định hướng dương trong mặt phẳng {\displaystyle \mathbb {R} }2, và D là miền được bao quanh bởi C. Nếu L và M là các hàm số với biến (x, y) được định nghĩa trên miền mở chứa D và có các đạo hàm riêng phần liên tục trên đó, thì
{\displaystyle \oint _{C}(L\,\mathrm {d} x+M\,\mathrm {d} y)=\iint _{D}\left({\frac {\partial M}{\partial x}}-{\frac {\partial L}{\partial y}}\right)\,\mathrm {d} x\,\mathrm {d} y.}

## Mối liên hệ với định lý Stokes
Định lý Green là một trường hợp đặc biệt của định lý Stokes, khi áp dụng trên mặt phẳng-xy:
Chúng ta có thể mở rộng trường 2 chiều thành một trường trong không gian 3 chiều với thành phần z luôn bằng 0. Gọi F là hàm số vector định nghĩa bởi {\displaystyle \mathbf {F} =(L,M,0)}.  Bắt đầu với vế trái của định lý Green:
{\displaystyle \oint _{C}(L\,dx+M\,dy)=\oint _{C}(L,M,0)\cdot (dx,dy,dz)=\oint _{C}\mathbf {F} \cdot d\mathbf {r} .}
Theo định lý Stokes thì:
{\displaystyle \oint _{C}\mathbf {F} \cdot d\mathbf {r} =\iint _{S}\nabla \times \mathbf {F} \cdot \mathbf {\hat {n}} \,dS.}
Mặt {\displaystyle S} chỉ là một miền {\displaystyle D} trong mặt phẳng, với vector định chuẩn {\displaystyle \mathbf {\hat {n}} } hướng lên (theo hướng z) để trùng với "định hướng dương" trong cả hai định lý.
Biểu thức bên trong tích phân trở thành 
{\displaystyle \nabla \times \mathbf {F} \cdot \mathbf {\hat {n}} =\left[\left({\frac {\partial 0}{\partial y}}-{\frac {\partial M}{\partial z}}\right)\mathbf {i} +\left({\frac {\partial L}{\partial z}}-{\frac {\partial 0}{\partial x}}\right)\mathbf {j} +\left({\frac {\partial M}{\partial x}}-{\frac {\partial L}{\partial y}}\right)\mathbf {k} \right]\cdot \mathbf {k} =\left({\frac {\partial M}{\partial x}}-{\frac {\partial L}{\partial y}}\right).}
Do đó mà ta sẽ được vế phải của định lý Green
{\displaystyle \iint _{S}\nabla \times \mathbf {F} \cdot \mathbf {\hat {n}} \,dS=\iint _{D}\left({\frac {\partial M}{\partial x}}-{\frac {\partial L}{\partial y}}\right)\,dA.}

## Mối liên quan với định lý Gauss
Nếu chỉ xét các trường vectơ trong không gian 2 chiều,
định lý Green là tương đương với phiên bản 2 chiều sau đây của định lý Gauss:
{\displaystyle \iint _{D}\left(\nabla \cdot \mathbf {F} \right)dA=\oint _{C}\mathbf {F} \cdot \mathbf {\hat {n}} \,ds,}
với {\displaystyle \mathbf {\hat {n}} } là véc tơ định chuẩn hướng ra ngoài trên biên.
Để thấy điều này, xét vec tơ định chuẩn {\displaystyle \mathbf {\hat {n}} } ở tay phải của phương trình. Bởi vì trong định lý Green {\displaystyle d\mathbf {r} =(dx,dy)} là một vecto đi theo hướng tiếp tuyến với đường cong, và đường cong C được định hướng dương (ngược chiều kim đồng hồ) dọc theo biên, vectơ định chuẩn hướng ra ngoài sẽ chỉ vuông góc  90° về phía phải, và sẽ là {\displaystyle (dy,-dx)}. Chiều dài của vec tơ này là {\displaystyle {\sqrt {dx^{2}+dy^{2}}}=ds}. Do vậy {\displaystyle \mathbf {\hat {n}} \,ds=(dy,-dx).}
Bây giờ hãy để {\displaystyle \mathbf {F} =(P,Q)}. Khi đó vế phải sẽ trở thành
{\displaystyle \oint _{C}\mathbf {F} \cdot \mathbf {\hat {n}} \,ds=\oint _{C}Pdy-Qdx}
mà do định lý Green sẽ trở thành
{\displaystyle \oint _{C}-Qdx+Pdy=\iint _{D}\left({\frac {\partial P}{\partial x}}+{\frac {\partial Q}{\partial y}}\right)\,dA=\iint _{D}\left(\nabla \cdot \mathbf {F} \right)dA.}
Điều ngược lại cũng có thể được chứng minh một cách dễ dàng.

## Tính toán diện tích
Định lý Green có thể được sử dụng để tính diện tích sử dụng tích phân đường. Diện tích của miền D được cho bởi:
{\displaystyle A=\iint _{D}\mathrm {d} A.}
Miễn là chúng ta chọn được L và M sao cho:
{\displaystyle {\frac {\partial M}{\partial x}}-{\frac {\partial L}{\partial y}}=1.}
Diện tích sẽ được cho bởi công thức sau:
{\displaystyle A=\oint _{C}(L\,\mathrm {d} x+M\,\mathrm {d} y).}
Các công thức cho diện tích của D bao gồm:
{\displaystyle A=\oint _{C}x\,\mathrm {d} y=-\oint _{C}y\,\mathrm {d} x={\tfrac {1}{2}}\oint _{C}(-y\,\mathrm {d} x+x\,\mathrm {d} y).}
Đây là cùng công thức cho tính diện tích cho những hình nằm trên mặt phẳng xy bằng toán vectơ:
A = 1/2 ∮ r x dr = 1/2 k ∮(xdy – ydx)
khi r = xi + yj và dr = dxi + dyj.